# Каменский, Николай Валентинович
Никола́й Валенти́нович Каме́нский (1935, Ленинград, РСФСР, СССР — 2001) — советский и российский архитектор-художник. Лауреат Государственной премии СССР (1973).

## Биография
Н. В. Каменский родился в 1935 году в Ленинграде в семье архитектора В. А. Каменского. В 1966 году окончил ЛИЖСА имени И. Е. Репина. Работал в мастерской С. Б. Сперанского. В энциклопедии «Зодчие Санкт-Петербурга» отмечен, как «автор незаурядных конкурсных проектов общественных зданий и комплексов».
Умер в 2001 году. Похоронен рядом с отцом на Литераторских мостках Волковского кладбища в Санкт-Петербурге.

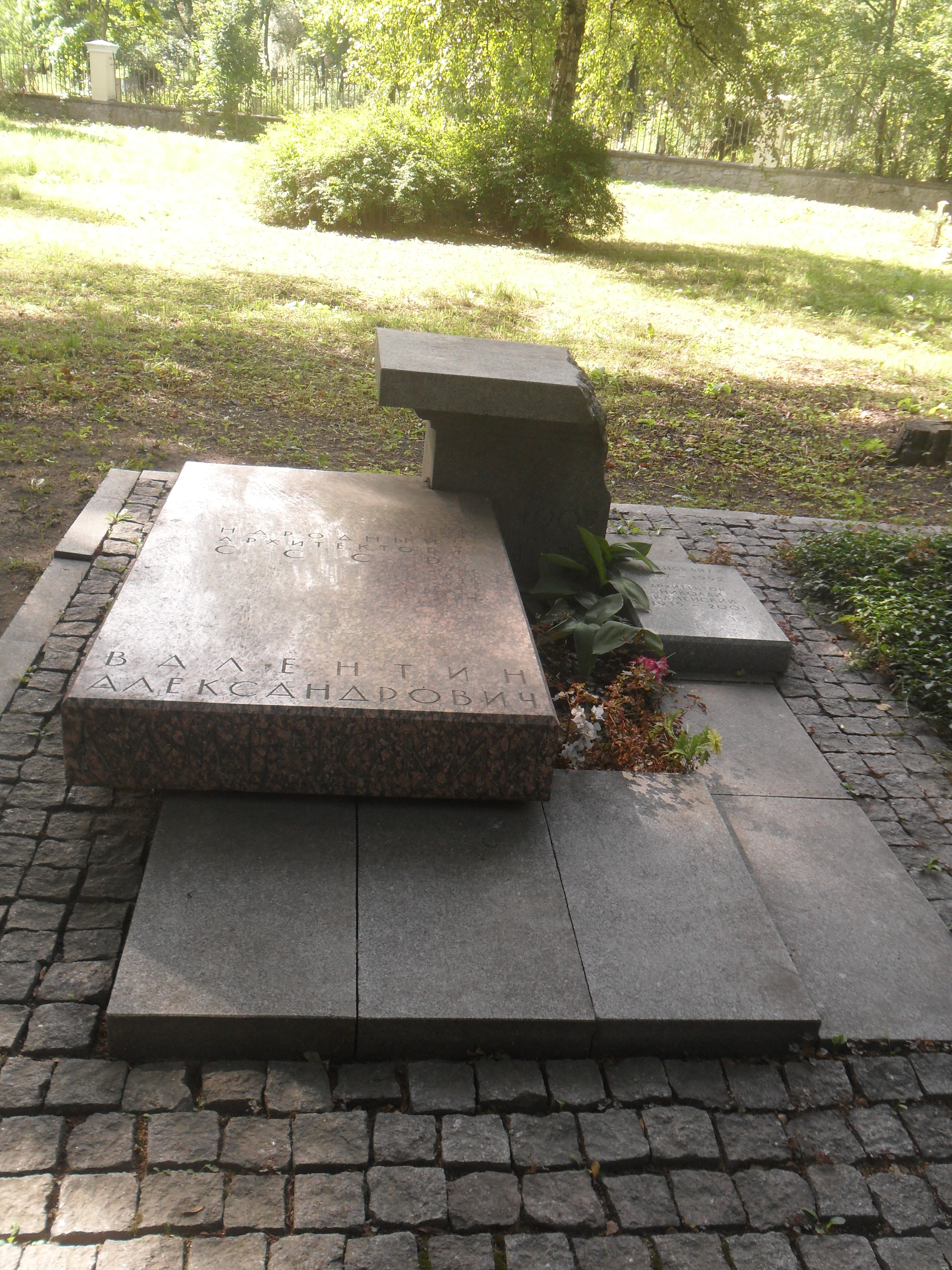
Могила В. А. и Н. В. Каменских на Литераторских мостках в Санкт-Петербурге.

## Проекты
- Гостиница «Ленинград» — 1967—1970 годы по проекту 1961 года, в соавторстве с С. Б. Сперанским, В. Э. Струзман; инженер Е. М. Израилев.
- Подземный зал станции метро «Московская» — 1969 год, в соавторстве с С. Г. Майофисом; инженеры Д. И. Селитым, Н. С. Арсеньевой.
- Подземный зал станции метро «Политехническая» — 1975 год, в соавторстве с С. Б. Сперанским и Л. Г. Бадаляном.

## Награды и премии
- Государственная премия СССР (1973) — за архитектуру здания гостиницы «Ленинград» в Ленинграде и комплекс сооружений таможни на советско-финской границе